# She's Not Just a Pretty Face
«She's Not Just a Pretty Face» es una canción escrita y producida por la cantante canadiense Shania Twain y el productor Robert Lange para su cuarto álbum de estudio, Up! (2002).
Twain había anunciado que "Nah!" sería el próximo sencillo en Norteamérica, después de "Forever and for Always", pero finalmente, "She's Not Just a Pretty Face", fue lanzado en su lugar. 
Originalmente, "She's Not Just a Pretty Face" iba a ser lanzada como single pop en el Reino Unido, pero esta decisión fue cancelada; no obstante, también se publicó en algunos países de Europa oriental.
A pesar de que la canción alcanzó el top 10 en la lista de canciones country en Estados Unidos, no fue incluida en el álbum recopilatorio de Twain Greatest Hits en el 2004.
En los premios Grammy del 2005 Twain ganó una nominación en la categoría "Mejor Interpretación Vocal femenina Country" por "She's Not Just a Pretty Face".

## Vídeo musical
El vídeoclip de "She's Not Just a Pretty Face" fue filmado completamente en vivo en el especial de Twain Up! Live in Chicago en julio del 2003. La dirección se acredita a Beth McCarthy-Miller.
"She's Not Just a Pretty Face" fue el primero de los dos vídeo clips filmados en vivo del álbum Up!, principalmentepara promocionar el DVD de Twain Up Live in Chicago, que se lanzaría unas semanas más tarde.

## Recepción
"She's Not Just a Pretty Face" debutó en el Billboard Hot Country Singles & Tracks (lista country) en la semana del 11 de octubre de 2003, en el número 55. El sencillo se mantuvo durante 20 semanas en la lista y alcanzó su punto máximo en el número 9, el 10 de enero de 2004, donde permaneció durante una semana. "She's Not Just a Pretty Face" se convirtió en su décimo quinto top 10 consecutivo y vigésimo sencillo top 20. También logró entrar al Billboard Hot 100 en el número 56.

## Versiones
- Red Album Version (Versión CD rojo pop) - 3:48
- Green Album Version (Versión CD verde Country) - 3:48
- Blue Album Version (Versión CD azul Hindú) - 3:30

## Listas
| Lista o País                                  | Posición Alcanzada |
| --------------------------------------------- | ------------------ |
| Rumania Top 100 Airplay                       | 38                 |
| Rusia Top 100 Airplay                         | 46                 |
| EE. UU Billboard Hot Country Singles & Tracks | 9                  |
| EE. UU Billboard Hot 100                      | 56                 |
| EE. UU Billboard Hot 100 Airplay              | 56                 |